# Перейра, Матеус (1996)
Мате́ус Фели́пе Ко́ста Пере́йра (порт. Matheus Fellipe Costa Pereira; родился 5 мая 1996 года в Белу-Оризонти, Бразилия) — бразильский футболист, полузащитник клуба «Крузейро».

## Биография
Матеус родился в Бразилии, но уже в возрасте четырнадцати лет переехал в Португалию, где стал заниматься в футбольной академии лиссабонского «Спортинга». В начале 2014 года он был включён в заявку дублирующей команды на участие в чемпионате. 18 января в матче против «Трофенсе» он дебютировал в португальской Сегунде. 7 марта 2015 года в поединке против «Тонделы» Перейра забил свой первый гол за дублёров.
С приходом в клуб нового тренера, Жоржи Жезуша Матеус был включён в заявку основной команды. 1 октября в матче Лиги Европы против турецкого «Бешикташа» он дебютировал за основной состав «Спортинга». 22 октября в поединке Лиги Европы против албанского «Скендербеу» он сделал «дубль», забив свои первые голы за «львов». Спустя четыре дня в матче против «Эшторил-Прая» Перейра дебютировал в Сангриш лиге, заменив во втором тайме Желсона. 26 ноября в поединке Лиги Европы против московского «Локомотива» Матеус забил гол.
Летом 2017 года Перейра на правах аренды перешёл в «Шавеш». 10 августа в матче против «Витории Гимарайнш» он дебютировал за новый клуб. 24 ноября в поединке против «Белененсиш» Матеус забил свой первый гол за «Шавеш». Летом 2018 года Перейра был отдан в аренду в немецкий «Нюрнберг». 16 сентября в матче против «Вердера» он дебютировал в немецкой Бундеслиге. 30 марта 2019 года в поединке против «Аугсбурга» Матеус забил свой первый гол за «Нюрнберг».